# Eigentliche Papageiamadinen

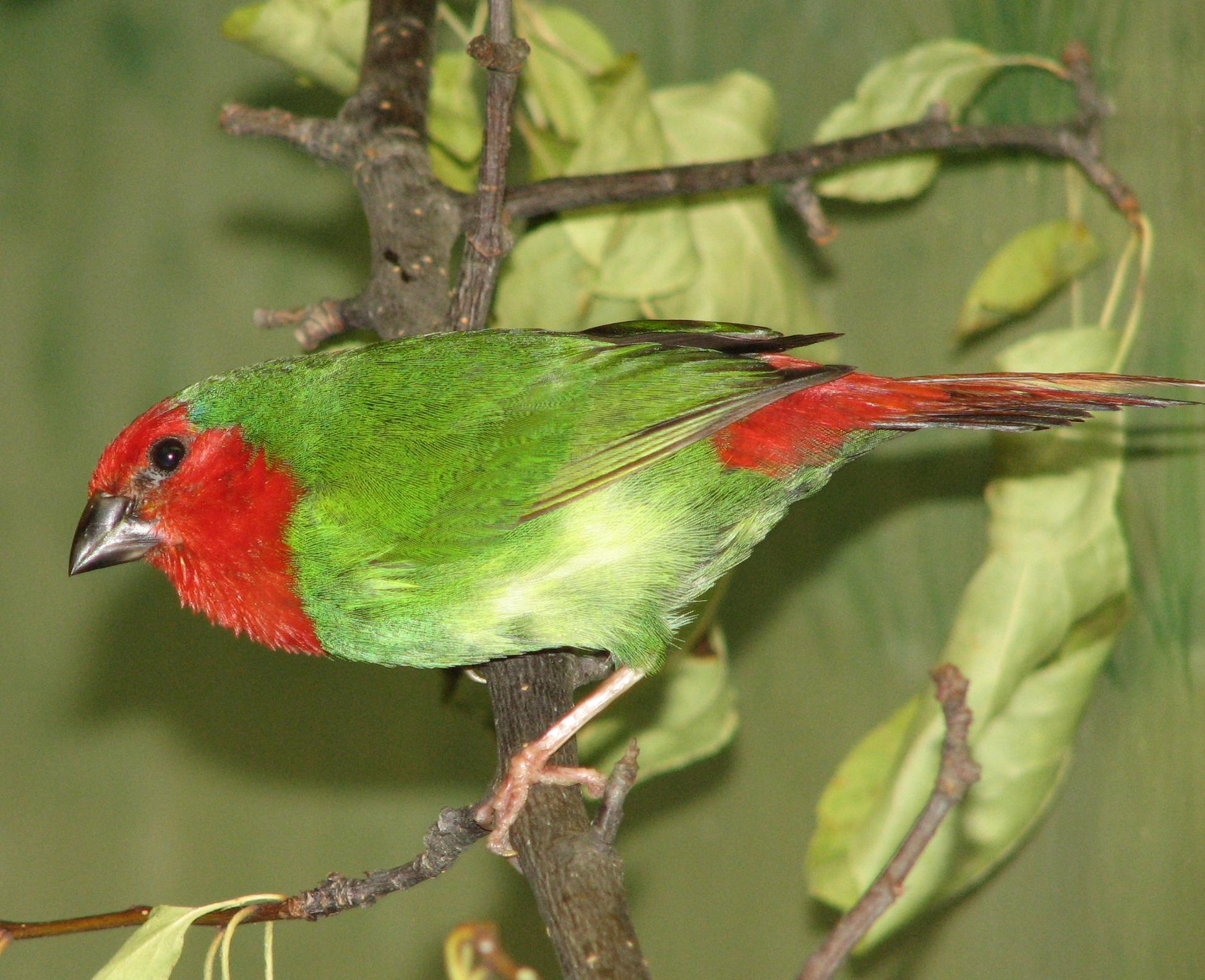
Rotkopf-Papageiamadine

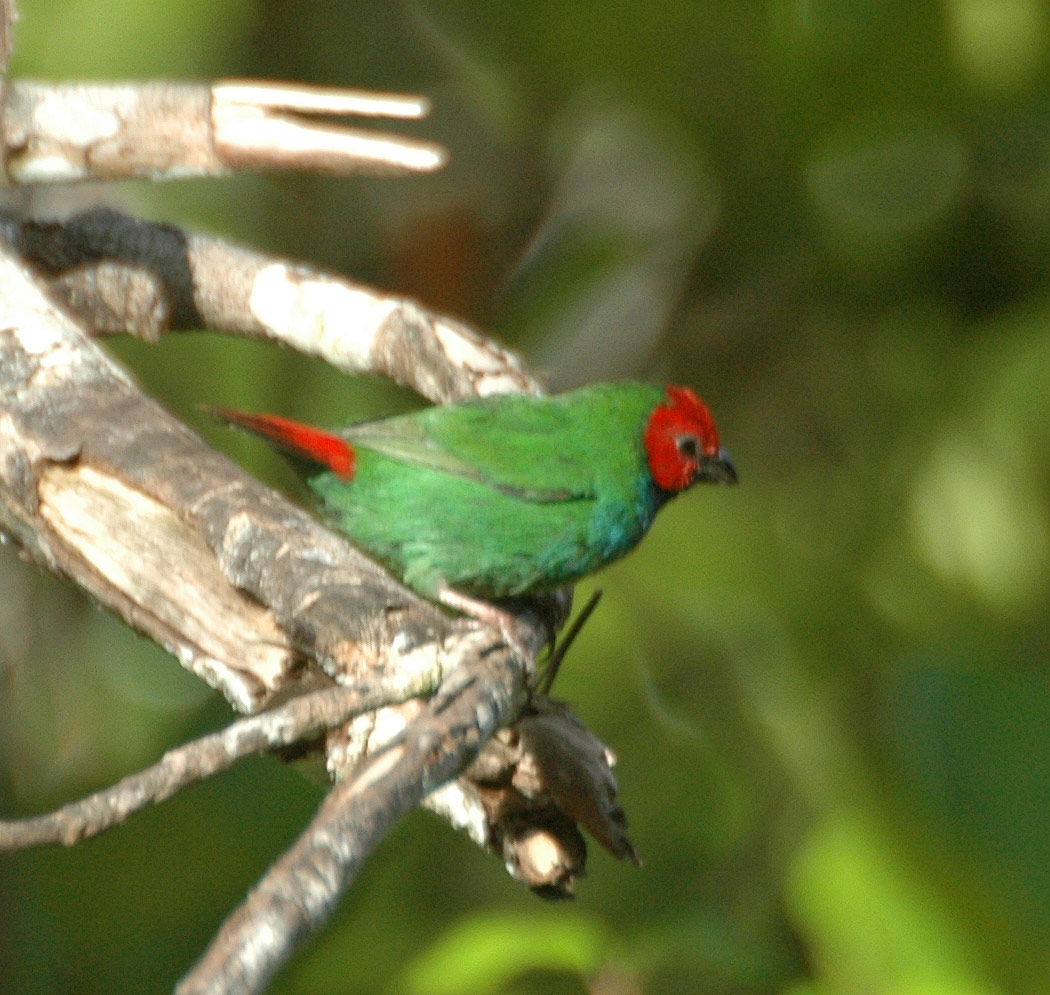
Peales-Papageiamadine auf Viti Levu

Die Eigentlichen Papageiamadinen (Erythrura) sind eine Gattung aus der Familie der Prachtfinken.

## Beschreibung
Die Eigentlichen Papageiamadinen erreichen eine Körperlänge zwischen neun und fünfzehn Zentimetern. Ihr Gefieder ist bei den meisten Arten grün. Die meisten Arten weisen außerdem auch rot oder blau gefärbte Körperpartien auf. Bei ihnen sind typischerweise der hintere Bürzel und die Oberschwanzdecken rot. Andere haben einen roten Oberkopf oder ein rotes Nackenband wie beispielsweise die Buntkopf-Papageiamadine. Die Schwanzlänge variiert sehr stark. Auffallend kurzschwänzig sind beispielsweise die Königs-Papageiamadine, die Peales-Papageiamadine und die Samoa-Papageiamadine.

## Verbreitungsgebiet und Lebensweise
Das Verbreitungsgebiet der Eigentlichen Papageiamadinen erstreckt sich vom Südosten Asiens bis nach Neuguinea, dem Norden Australiens und auf zahlreiche pazifische Inseln. Einige Arten weisen ausgesprochen kleine Verbreitungsgebiete auf. So kommt beispielsweise Kleinschmidts Papageiamadine nur auf der Insel Viti Levu der Fidschi-Inseln vor.
Der Lebensraum der Eigentlichen Papageiamadinen sind Regenwälder, Bambusdickichte und Grasland. Einige Arten haben sich auch menschlichen Siedlungsraum erschlossen und kommen auf Agrarland sowie in Gärten vor. Ihre Nahrung besteht typischerweise aus den Sämereien von Gras, Bambus und krautartigen Stauden. Es finden sich unter den Eigentlichen Papageiamadinen aber auch ausgesprochene Nahrungsspezialisten wie etwa die Königs-Papageiamadine, die überwiegend auf die Samen von Wildfeigenarten spezialisiert ist. Meist ergänzen Insekten und deren Larven die Nahrung.
Kleinschmidts Papageiamadine ist eine der seltensten Prachtfinkenarten und wird von der IUCN als gefährdete (vulnerable) Art eingestuft. Anders als die meisten Prachtfinkenarten ist sie noch nie lebend nach Europa eingeführt worden. Von der IUCN wird auch die Manila-Papageiamadine und die Königs-Papageiamadine als gefährdet eingestuft.

## Arten
Die folgenden Arten gehören zu den Eigentlichen Papageiamadinen:
- Bambus-Papageiamadine (E. hyperythra)
- Blaugrüne Papageiamadine (E. tricolor)
- Buntkopf-Papageiamadine (E. coloria)
- Dreifarben-Papageiamadine (E. trichroa)
- Kleinschmidts Papageiamadine (E. kleinschmidti)
- Königs-Papageiamadine (E. regia)
- Lauchgrüne Papageiamadine (E. prasina)
- Manila-Papageiamadine (E. viridifacies)
- Papua-Papageiamadine (E. papuana)
- Peales-Papageiamadine (E. prasina)
- Rotkopf-Papageiamadine (E. psittacea)
- Samoa-Papageiamadine (E. cyaneovirens)

Umstritten
- Gouldamadine (E. gouldiae)

Unbeschrieben
- Timor-Papageiamadine (Mount-Mutis-Papageiamadine, E. sp.)[5]

## Belege

### Einzelbelege
1. 1 2   Nicolai et al., S. 179
2. ↑   BirdLife Factsheet, aufgerufen am 25. Juni 2010
3. ↑   BirdLife Factsheet zur Manila-Papageiamadine, aufgerufen am 23. Juni 2010
4. ↑   BirdLife Factsheet zur Königs-Papageiamadine, aufgerufen am 25. Juni 2010
5. ↑  Mitch Rose, Potenzo Lopes & Colin R. Trainor: First observations of Mount Mutis (or Timor) Parrotfinch (undescribed Erythrura sp.) from Timor-Leste, 2022.